# Nord LB Open 2004
Il Nord LB Open 2004 è stato un torneo di tennis facente parte della categoria ATP Challenger Series nell'ambito dell'ATP Challenger Series 2004. Il torneo si è giocato a Braunschweig in Germania dal 14 al 20 giugno 2004 su campi in terra rossa.

## Vincitori

### Singolare
Tomáš Berdych ha battuto in finale  Daniel Elsner con il punteggio di 4–6, 6–1, 6–4

### Doppio
Tomas Behrend /  Emilio Benfele Álvarez hanno battuto in finale  Jaroslav Levinský /  David Škoch con il punteggio di 6–2, 6(3)–7, 7–6(10)